# Travnik
Travnik (ciríl·lic: Травник) és una ciutat i municipalitat del centre de Bòsnia a Bòsnia i Hercegovina, a la vall del Lašva (afluent del Bosna), 90 km a l'oest de Sarajevo, entre les muntanyes de Vlašić al nord i de Vilenica al sud. La ciutat és la capital del canto de Bòsnia Central, i amb la comarca forma una municipalitat. La ciutat té uns 27.000 habitants i la municipalitat uns 70.000. Fou capital de Bòsnia sota els otomans de 1699 a 1850. Durant la Guerra de Bòsnia, els refugiats que van arribar a Catalunya van ser acollits a Igualada.

## Localitats

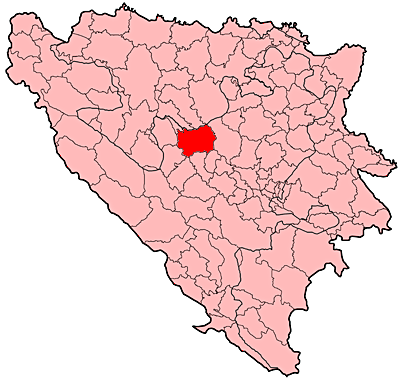
Situació de la municipalitat de Travnik a Bòsnia-Hercegovina

El 1991, la municipalitat tenia 88 localitats :
| - Bačvice - Bandol - Bijelo Bučje - Bilići - Brajići - Brajkovići - Brankovac - Čifluk - Čosići - Čukle - Dolac - Dolac na Lašvi - Donja Trebeuša - Donje Krčevine - Donji Korićani | - Dub - Đelilovac - Fazlići - Gladnik - Gluha Bukovica - Goleš - Gornja Trebeuša - Gornje Krčevine - Gornji Korićani - Gradina - Grahovčići - Grahovik - Guča Gora - Hamandžići - Han Bila | - Jezerci - Kljaci - Kokošari - Komar - Kraljevice - Krpeljići - Kula - Kundići - Lovrići - Mala Bukovica - Maline - Miletići - Miškića Brdo - Mosor - Mudrike | - Nova Bila - Orahovo - Orašac - Orlice - Ovčarevo - Paklarevo - Podkraj - Podovi - Podstinje - Pokrajčići - Poljanice - Polje Slavka Gavrančića - Prići - Pulac - Putićevo | - Radića Brdo - Radojčići - Radonjići - Ričice - Runjići - Sažići - Sečevo - Seferi - Selići - Skomorje - Slimena - Suhi Dol - Šešići - Šipovik - Šišava | - Travnik - Turbe - Turići - Varošluk - Velika Bukovica - Vidoševići - Vilenica - Višnjevo - Vitovlje - Vlahovići - Vranići - Zagrađe - Zaselje |

Després de la guerra de Bòsnia i Hercegovina i dels acords de Dayton, la municipalitat de Travnik va quedar dins de la Federació de Bòsnia i Hercegovina, excepte les comunitats locals de Donji Korićani i de Gornji Korićani, que van ser agregades a la República sèrbia de Bòsnia.

## Demografia

### 1971
Total: 55.822 habitants
- Bosnians - 24.480 (43,85%)
- Croats - 22.645 (40,56%)
- Serbis - 7.554 (13,53%)
- Iugoslaus - 626 (1,12%)
- Altres - 517 (0,94%)

### 1991
Segons el cens de 1991 l'àrea tenia 70.747 habitants amb 31.813 bosnians (45%), 26.118 croats (37%), 7.777 serbis (11%), i 5.039 "altres" (7%). La ciutat pròpia tenia majoria croata;
| Establiment  | Bosnians | Serbis | Croats | Iugoslaus | altres | Suma | B%  | S%  | C%  | I%  | O% |
| ------------ | -------- | ------ | ------ | --------- | ------ | ---- | --- | --- | --- | --- | -- |
| Bojna        | 0        | 1      | 94     | 5         | 0      | 100  | 0%  | 1%  | 94% | 5%  | 0% |
| Centar       | 4166     | 1367   | 2300   | 1736      | 391    | 9960 | 42% | 14% | 23% | 17% | 4% |
| Gornji Dolac | 647      | 31     | 976    | 93        | 47     | 1794 | 36% | 2%  | 54% | 5%  | 3% |
| Kalibunar    | 1516     | 556    | 3173   | 770       | 112    | 6127 | 25% | 9%  | 52% | 13% | 2% |
| Pirota       | 216      | 135    | 1225   | 92        | 80     | 1748 | 12% | 8%  | 70% | 5%  | 5% |
| Stari Grad   | 1024     | 36     | 77     | 122       | 50     | 1309 | 78% | 3%  | 6%  | 9%  | 4% |

Els croats eren el 37,29% de la població de la ciutat, els bosnians 35,98%, els serbis 10,11%, els iugoslaus 13,4%, i altres 3,22%.
Croats eren majoria a Bojna, Gornji DOlac, Kalibunar i Poirota, i bosnians a Centar i Stari Grad (Ciutat Vella).

### 1997
Després de la guerra hi va haver desplaçaments de població i neteges ètniques. Milers de croats i serbis van fugir, mentre milers de bosnians hi van arribar. El desembre de 1997 la població era només de 59.367 habitants dels quals 48.861 eren bosnians (82%), 539 serbis (1%), 9,144 croats (15%) i 823 altres (1,4*).

### 2004
Per manca de cens l'estimació era de 70.000 habitants (pels retornats i l'alt creixement demogràfic). Per la ciutat s'estimava en 26.510 habitants

### 2005
El 2005 la majoria eren bosnians (86%), i els croats eren el 14%.

### 2010
El 2010, la població de la ciutat s'estimava en 19.213 habitants. El 2008, la població de la municipalitat s'estimava en 55.093 habitants. No hi ha dades ètniques.

## Història
Hi ha proves de poblament des del Neolític; més tard hi ha restes dels il·liris i molt abundants dels romans i de la primera època cristiana. Els vestigis desapareixent al segle VII amb l'arribada dels eslaus i no reapareixen fins al segle xiii amb dues esglésies i cinc fortaleses, i algunes tombes i necròpolis medievals; el fort de Travnik, del segle xv és l'origen de la ciutat que s'esmenta per primer cop el 1463/1464 quan hi va estar el sultà Mehmet II en la seva campanya a Bòsnia, però l'àrea s'esmenta ja el 1244 per Bela IV d'Hongria. Sota la ciutadella es va formar un mercat i després una kasaba otomana que va esdevenir la seu de la nahiye de Lašva i des de 1528 del kadalik de Bosna-Brod. Primer va créixer lentament però a la segona meitat del segle xvi ho va fer amb més rapidesa. Al final del segle xvii passava de tres mil habitants. Evliya Çelebi la va visitar el 1660. El 1699 fou atacada pels imperials; aquell mateix any la seu del governador otomà fou traslladada de Sarajevo a Travnik on va restar fins al 19 de juny de 1850 (excepte de 1827 a 1828 i de 1832 a 1836 o 1839). A la meitat del segle xix tenia més de set mil habitants. en majoria musulmans (uns 1000 cristians ortodoxos, 500 catòlics, 300 gitanos i 60 jueus). S'hi van establir alguns consolats (el francès de 1806 a 1814, l'austríac de 1808 a 1820). El trasllat del govern a Sarajevo va iniciar el seu declivi. Després de l'ocupació austríaca, en el primer cens de 1879 només tenia 5.887 habitants (3.482 musulmans, 1445 catòlics, 576 ortodoxos i 374 jueus). La vila es va anar transformant i especialment després de l'incendi de 1903 que va fer desaparèixer el centre històric del qual les edificacions eren de fusta. La població el 1879 era de 5.887 habitants (3.482 musulmans), el 1885 de 5.933 (3.042 musulmans), el 1895 de 6.291 ((2.983 musulmans) i el 1910 de 6.647 (2.750 musulmans). Els catòlics progressivament es van considerar croats i els ortodoxos serbis. Després de la I Guerra Mundial, el 1921 tenia 6.334 habitants i va prosperar lentament; el 1975 en tenia poc més de 14.000.

## Agermanaments
- Alemanya Leipzig, Alemanya
- Sèrbia Kruševac, Sèrbia

## Fills Il·lustres
- Stanisław Gołąb (1902-1980), matemàtic

## Galeria

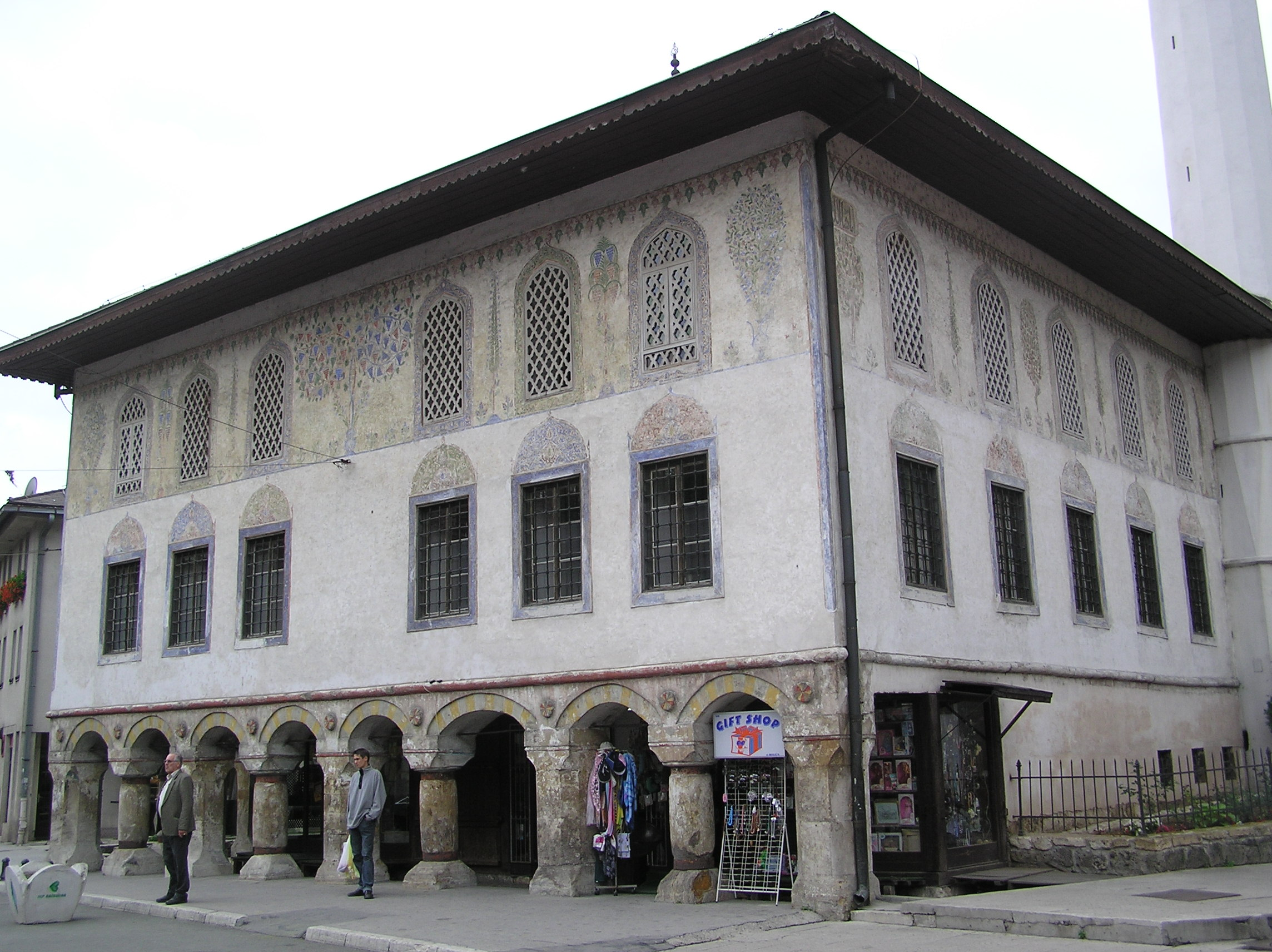
Mesquita Suleimania
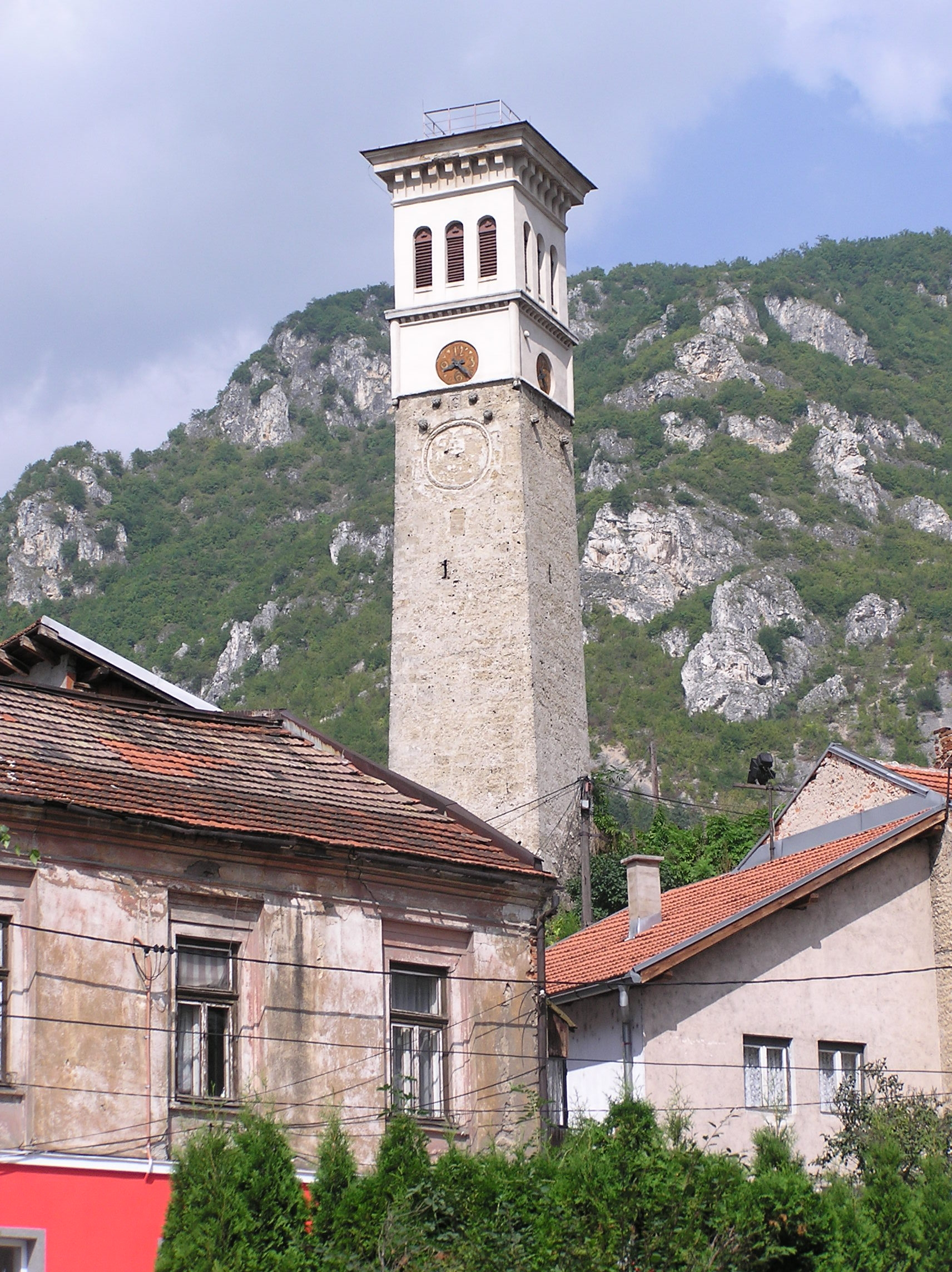
Sahat Kule, Torre del Rellotge
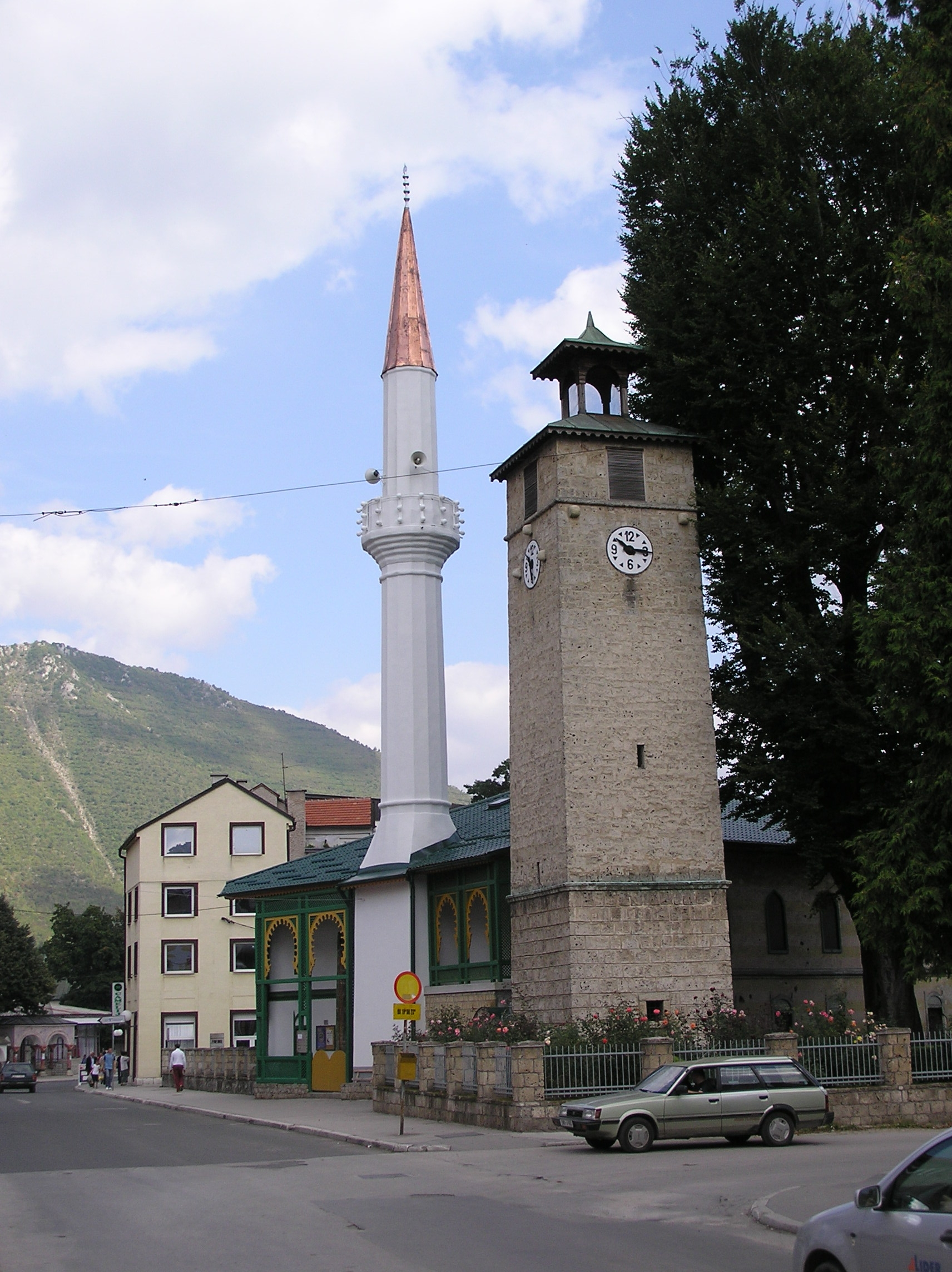
Torre del Rellotge
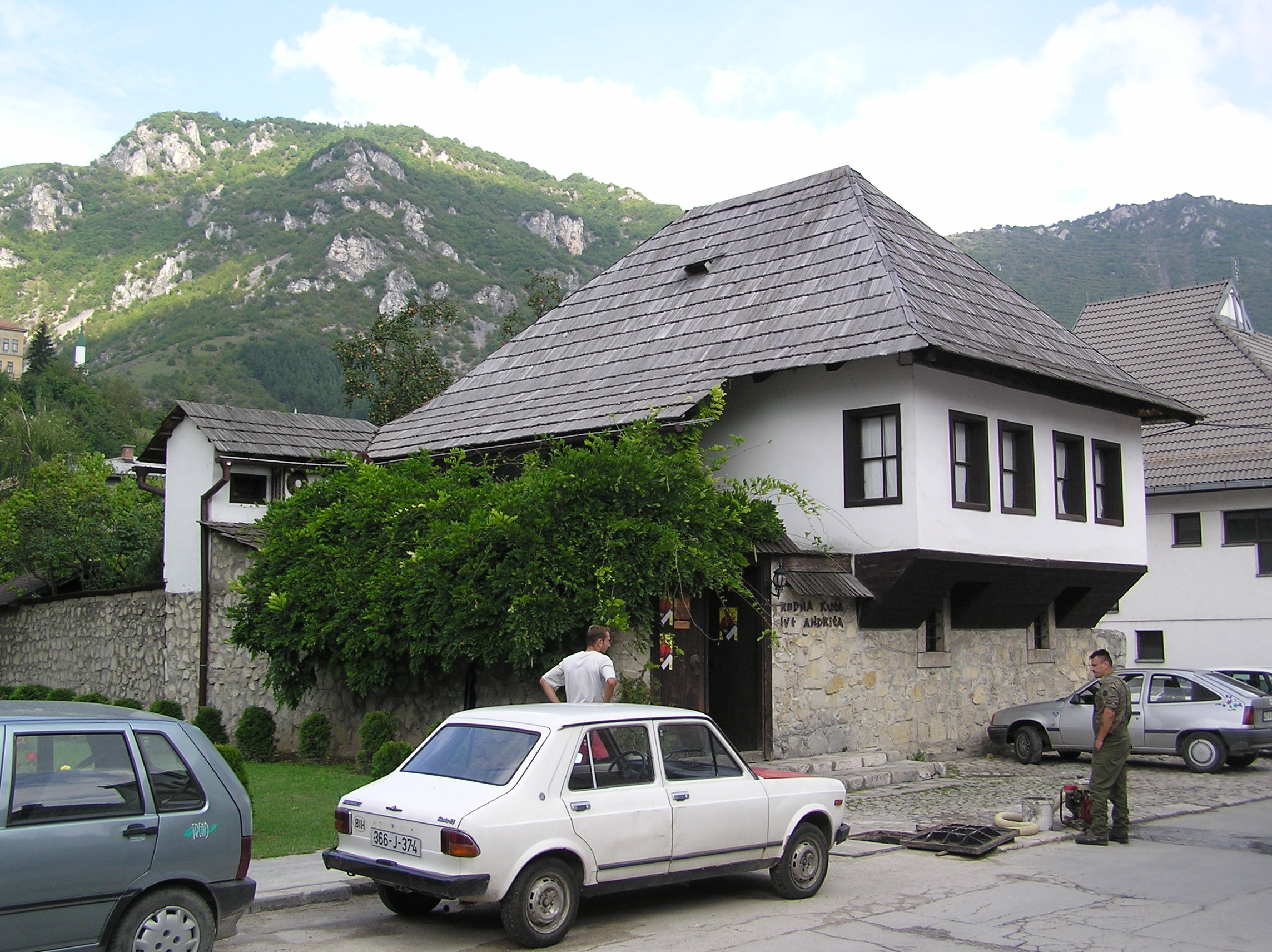
Casa d'Ivo Andric
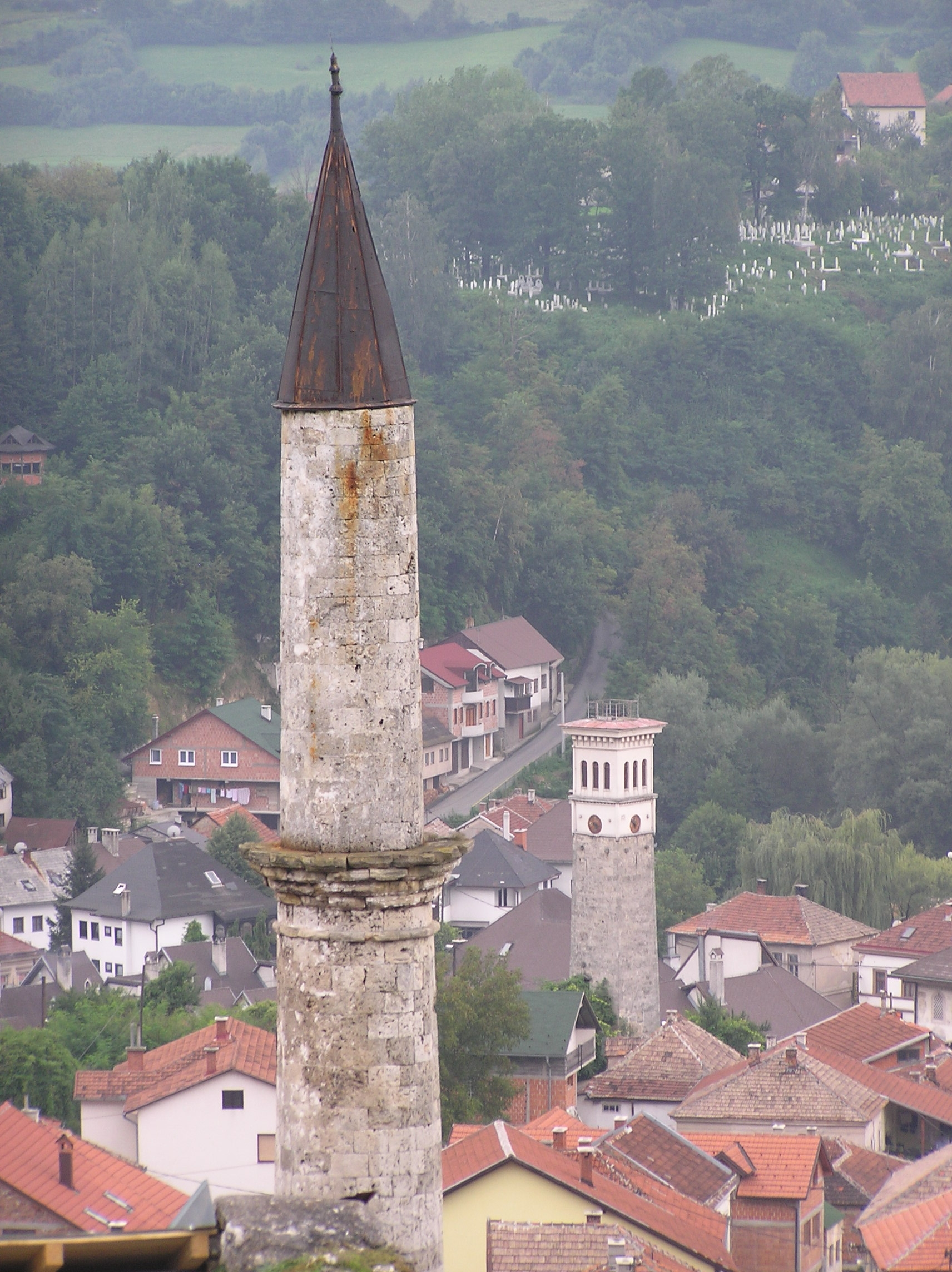
Vista des del castell de Travnik
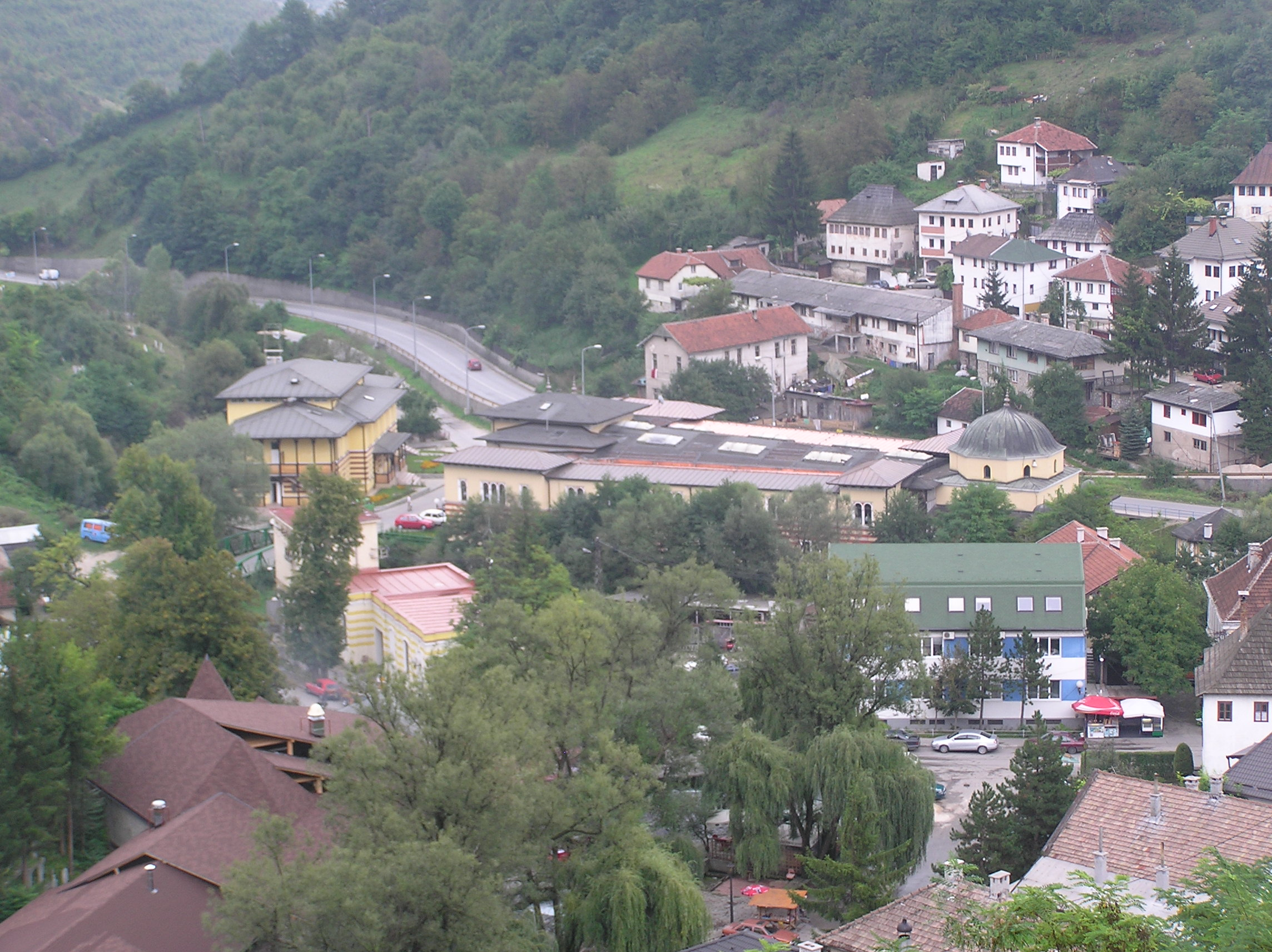
Entrada a Travnik
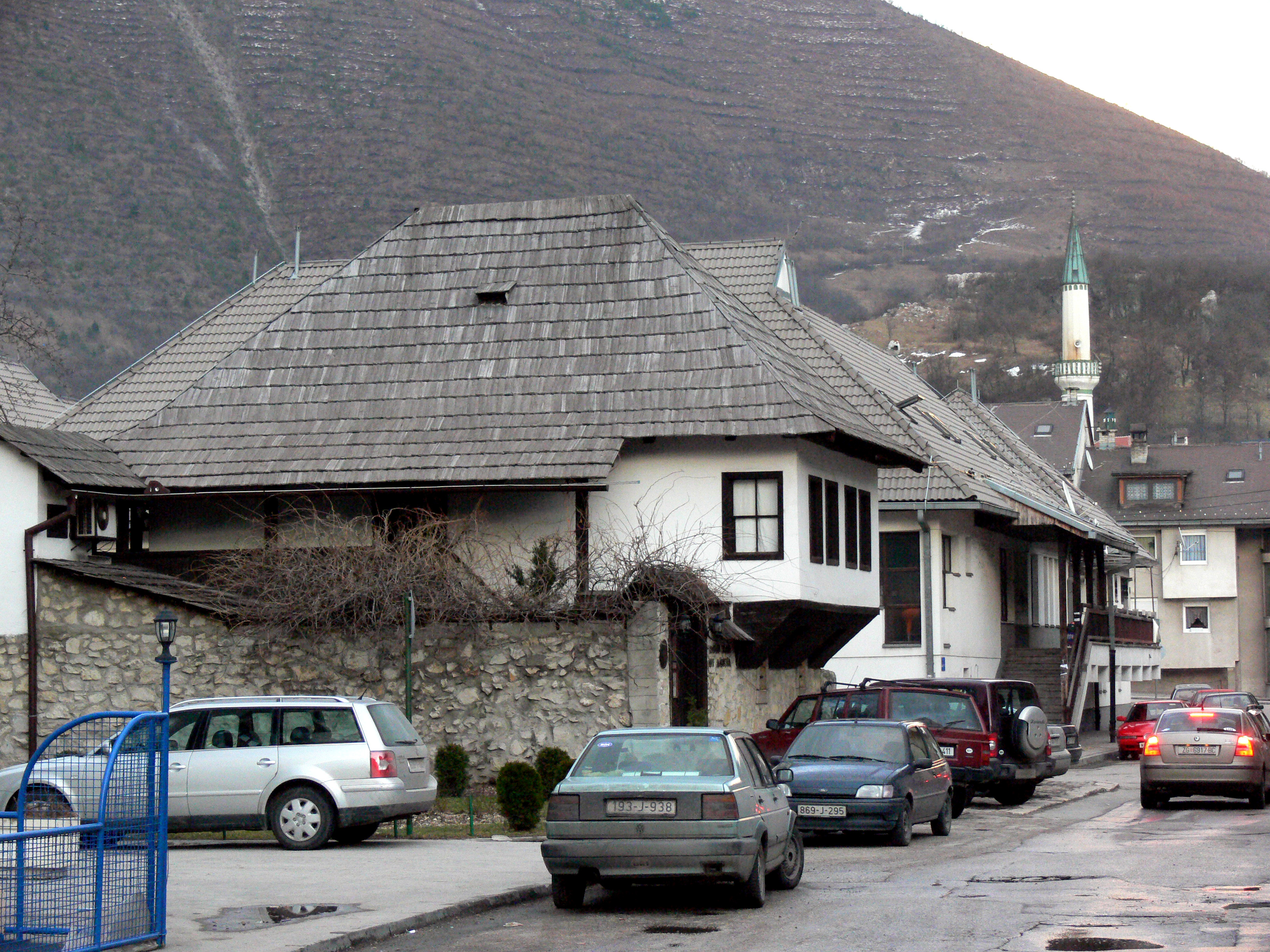
Lloc de naixement d'Ivo Andrić
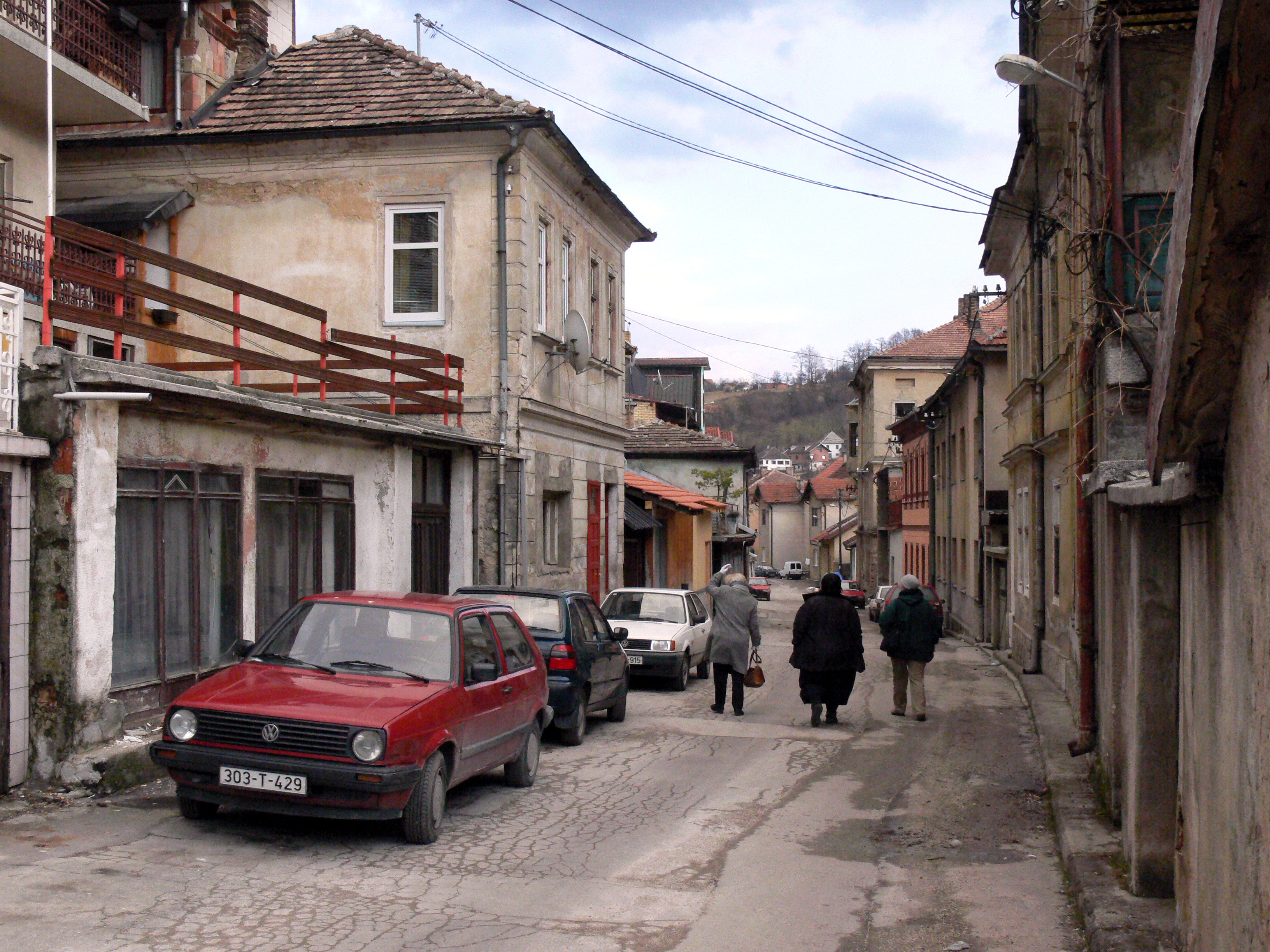
Poturmahala.
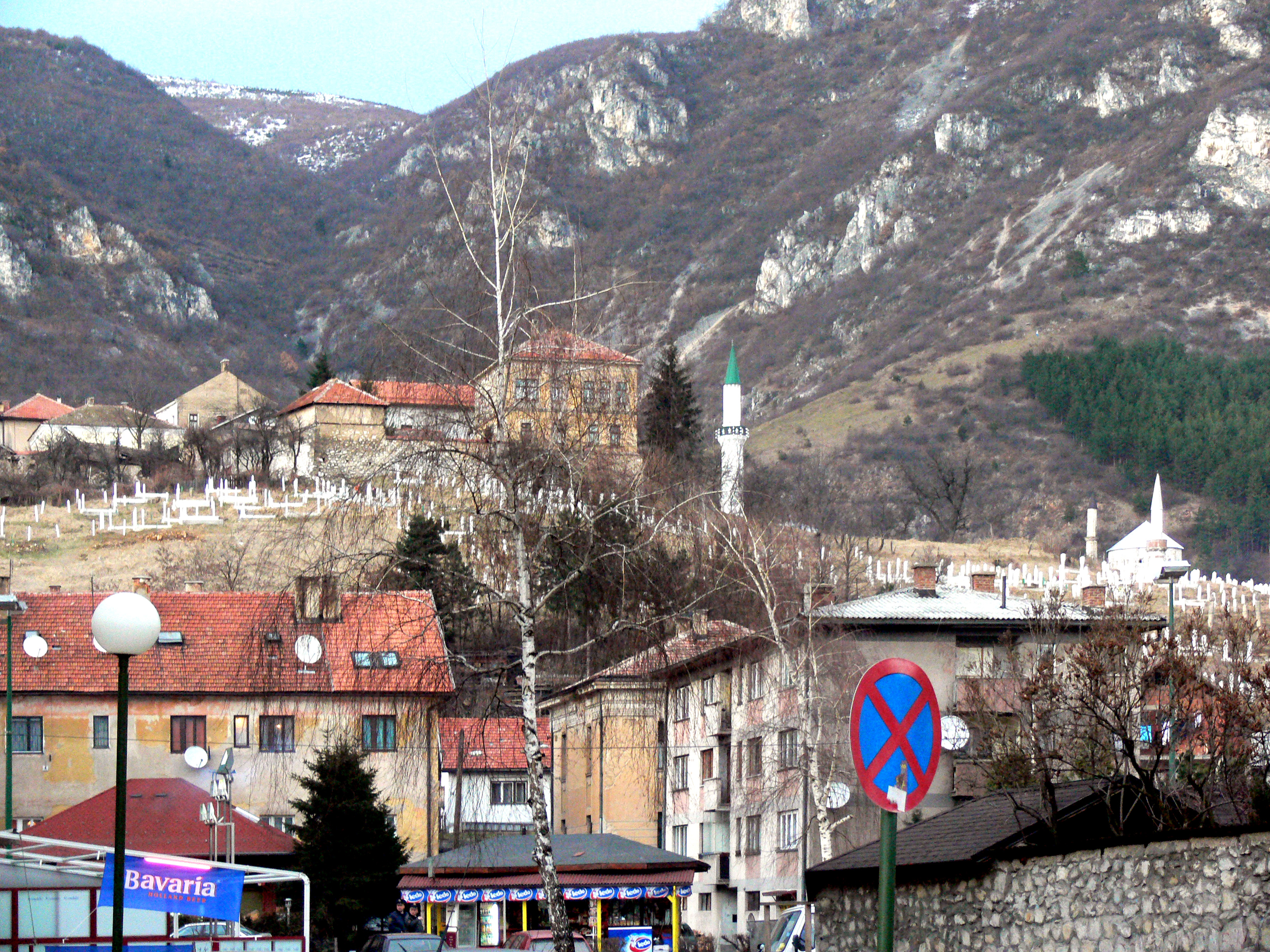
Ciutat Vella
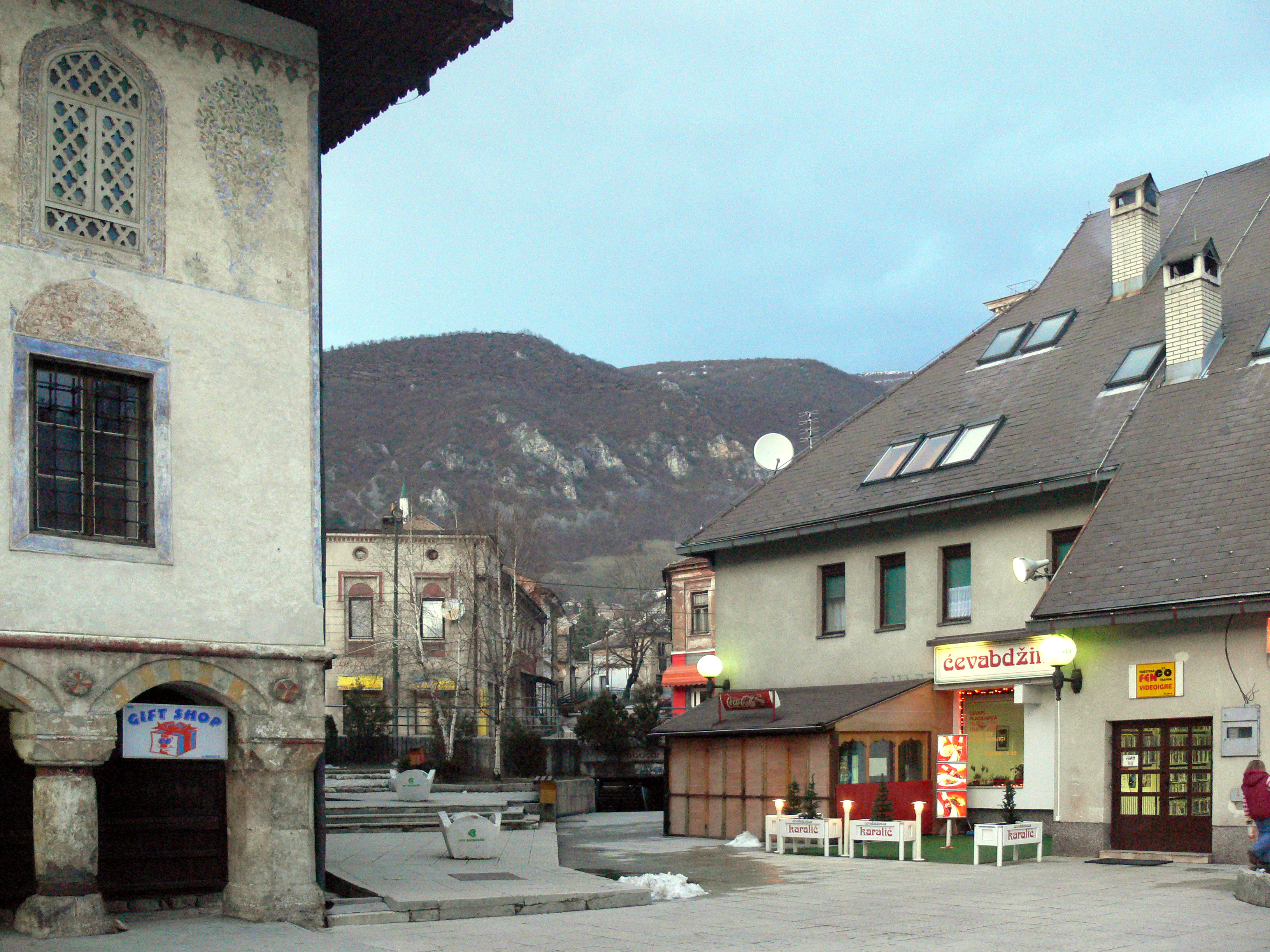
Centre